# Corbula erythraeensis
Corbula erythraeensis is een tweekleppigensoort uit de familie van de Corbulidae. De wetenschappelijke naam van de soort is voor het eerst geldig gepubliceerd in 1871 door H. Adams.